# Société l’Austral
Die Société l’Austral war ein französischer Hersteller von Kraftfahrzeugen.

## Unternehmensgeschichte
Das Unternehmen Habert & Cie, später Société l’Austral aus Paris begann 1901 mit der Produktion von Automobilen. 1908 ergänzten Motorräder unter der Marke Cycles Austral das Angebot. 1910 endete die Produktion der Automobile, und 1932 auch die Produktion der Motorräder.

## Fahrzeuge

### Automobile
Das Unternehmen stellte dreirädrige Fahrzeuge her, die es auch als Lieferwagen gab.

### Motorräder
Für den Antrieb sorgten Einbaumotoren von J.A.P. und Zürcher. Dabei handelte es sich um Zweitaktmotoren mit 211 cm³ und 246 cm³ Hubraum sowie um Viertaktmotoren mit 248 cm³ und 348 cm³ Hubraum.